# Erylus listeri
Erylus listeri is een sponzensoort uit de familie Geodiidae in de klasse gewone sponzen (Demospongiae).
De wetenschappelijke naam van de soort werd in 1858 gepubliceerd door Bowerbank.